# Zelotes bastardi
Zelotes bastardi este o specie de păianjeni din genul Zelotes, familia Gnaphosidae. A fost descrisă pentru prima dată de Simon, 1896. Conform Catalogue of Life specia Zelotes bastardi nu are subspecii cunoscute.